# Віленський церковний Собор 1509-1510 рр.

## Обставини і причини скликання собору
У внутрішній організації Православної Церкви кардинальних змін на кінець XV — початок XVI ст. не відбулося, чого цього не можна сказати про церковні відносини. Ця обставина, що деякою мірою була проявом кризи православної церкви, зумовила відновлення традиції проведення церковних соборів. Стара канонічна влада митрополита над єпископом, хоча і визнавалася в теорії, на практиці ж значною мірою ослабла, про що свідчать численні порушення з боку єпископів і перевищення своїх повноважень, так само як і залежність митрополита від патріарха. Основна причина такого стану речей на думку деяких істориків, наприклад М. С. Грушевського, інгеренція світської влади, що морально з Православною Церквою не пов'язані. Відходить далеко в минуле традиція вибору єпископів єпископським собором. З часом прижилась інша форма вибору кандидатів собором духовних і світських вельмож, що на практиці поступово перейшло в роздання спорожнілих кафедр світською владою — королем і великим князем.
Розклад і руйнування внутрішнього життя Православної Церкви в XVI ст. водночас спричинили розклад і руйнування національно-культурного життя українського народу в умовах іноземної влади і іновірного суспільства. Деструктивні і аморальні елементи, які насаджувалися в Православній Церкві з допомогою права патронату і королівського «подавання столиць духовних і хлібів духовних», загрожували духовній окремішності православ'я і продовженню його національної культурної традиції, почавши від Володимира Великого. Попри всі суспільно-політичні негаразди справа виживання Православної Церкви знаходила своїх послідовників, які протидіяли силам, що підкопували і руйнували рідну церкву. Серед активних засобів і заходів протидіяння деструктивним елементам виступають форми соборного життя Православної Церкви.
Першим обласним собором XVI ст., діяння якого повністю збереглося до наших днів, був Віленський собор, скликаний митрополитом Йосифом II Солтаном (1507–1521). Засідання цього собору відбувалося 25 грудня 1508 — 18 січня 1509 р. В історичній літературі він іменується, як «Віленський собор 1509 р.». Віленський собор був прямою реакцією митрополита Йосифа II, на тогочасний стан Православної Церкви. На ньому опрацьовано відповідні постанови і правила, які мали на меті припинити зловживання і оновити церковне життя. Цей собор мав вирішальне значення для Православної Церкви в Україні і Білорусі на ціле століття аж до берестейських соборів у 1590-95-х рр.
Варто зазначити, що вибір на посаду православного митрополита Йосипа Солтана був дуже вдалий. Відомий історик церкви Макарій (Булгаков) стверджував, що Йосиф походив із знатної роду Солтанів. Проте митрополит Йосиф Солтан був лише однофамільцем цього роду. Сам він походив із сім'ї господарських бояр Логойського повіту. На митрополію його обрано, імовірн, до кінця 1507 року, тому що в січні наступного року він був уже митрополитом, хоча, зрозуміло, тільки нареченим, як називав його навіть у лютому 1509 і сам король у своїй окружний грамоті. Але у вересні 1509 підписувався вже під своїми грамотами так: «Волею Божою Йосип архієпископ, митрополит Київський і Галицький і всієї Русі» . Отже, поставлення його на митрополію відбулося між лютим і вереснем 1509 р.. Це поставлення він отримав, як сам свідчить, благословенням святійшого Вселенського патріарха Константинополя Пахомія і його великого Собору. Поки був нареченим митрополитом, Йосип утримував за собою і Смоленську єпархію і іноді проживав у Смоленську, але, ставши дійсним митрополитом, скоро поставив для Смоленської єпархії особливого єпископа — Варсонофія.
Ледве минуло кілька місяців з часу затвердження Йосипа на митрополичої кафедри, як він скликав Собор у Вільні «О церковных вещах и о исправлении дел духовных», який і відбувся в саме свято Різдва Христового, 25 грудня 1509 р. Причини, що викликали скликання Собору, пояснив сам митрополит на початку «соборного діяння» скориставшись при цьому словами митрополита Кирила II, сказаними на Володимирському соборі 1274 р. «С того дня, — говорит Иосиф, — как изволением Божиим я, недостойный, занял престол митрополии Киевской и всея Руси и принял обязанность пасти Церковь Божию, отсекать всякое преступление закона нашей православной веры и утверждать, по древнему обычаю, церковные уставы, я видел много нестроения и бесчиния в духовенстве и много о том слышал… Все это мы должны исправлять и очищать по правилам святым, о всем должны скорбеть и болеть. Ибо какой прибыток получили мы чрез умножение наших грехов? Не рассеял ли нас Бог по лицу всей земли? Но разведены ли сыны и дочери наши во многие страны поморские, плененные от поганых? Не взяты ли были грады наши; не пали ли сильные князья наши от острия меча; не запустели ли св. Божии церкви; не томимся ли всякий день от безбожных поганых агарян? Все это бывает нам за то, что мы ходим не по правилам св. апостолов и не по заповедям св. отцов наших. Посему мы, Иосиф, милостию Божиею архиепископ, митрополит Киевский и всея Руси, и составили Собор с преподобными епископами, пречестными архимандритами и игуменами и богобоязненными священниками…»
Єпископів було присутнє на Соборі сім (а з митрополитом вісім), а саме: Володимирський і Берестейський Вассіан, Смоленський Варсонофій, Луцький і Острозький Кирило, Полоцький і Вітебський Євтимій, Туровський і Пінський Арсеній, Перемишльський Антоній і Холмський Філарет. Архімандритів (хоча в числі їх згаданий один і ігумен) також сім: Києво-Печерської лаври великої Іона, Благовіщенській патріаршому обителі (так називали Супрасльський монастир) ігумен Пафнутій, троїцький віленський Ізосімов, лаврашевскій Арсеній, троїцький слуцький Йосип, Вознесенський мінський Сергій, михайлівський Городоцький з Полоцька Антоній. Ігуменів — шість: троїцький (невідомо звідки) Симон, Свято-Духівський із Смоленська Афанасій, Іоаннівський Островський з Полоцька Євтимій, петровський з Полоцька Алексій, миколаївський з Гольшан Іона і миколаївський з Лоска Геронтій . Протопопів — сім: віленський Матвій, новгородський Яків, Городенський Антипа, слуцький Феодор, марковський Лукіан, Слонімський Косьма і Волковийськ Феодор. Крім того, на Соборі знаходилися і священики.

## Аналіз соборного діяння
Правила, що стосуються поставлення на священні ступені
Документом Віленського собору який зберігся до нашого часу є Діяння собору. Оскільки сам собор скликаний був 18 грудня 1509 р., а текст складено 25 січня 1510 р., то можна припустити, що це міг бути не єдиний документ.
Діяння Віленського Собору представляє нам вірну картину тогочасних недоліків і зловживань, що існували в Київській митрополії, так як одні з них ясно виражені Собором, а інші вказані самими визначеннями Собору. Всіх визначень, чи правил, Собор ухвалив 15, які, втім, можуть бути розділені на три класи.
Перші чотири правила стосуються поставлення на священні ступені. «Некоторые в нашем законе, — каже Собор, — презирая отеческое предание и заповеди, ради мирской славы и властительства покупают себе еще при жизни епископов их кафедры и принимают эти кафедры без совета и согласия митрополии и епископов и без избрания от князей и панов нашего греческого закона». Якщо ж хто зухвало відважиться на таке діло, архімандрит чи, або ігумен, або священик, або мирянин, нехай буде на них церковне неблагословіння і відлучення, поки не покаються, і на єпископство, і про всяк священицький сан їх аж ніяк не поставляти. «А если кто из епископов дерзнет такого бесчинника совершить во священство, тот сам да будет лишен своего сана.»
2) «Архиепископу и епископам отнюдь не поставлять на священство дьяков из чужих епархий без повеленной грамоты от их епископа и без отпустных листов, которые должны быть писаны особо, по древнему обычаю .»
3) «Во епископы и во всякий степень священства ставить только достойных, после обыска и по свидетельству и поручительству их духовного отца, а недостойных отнюдь не ставить, если и господарь (т. е. великий князь литовский) присылать будет: в таком случае „всем нам с митрополитом пойти к господарю и объявить недостоинство того недостойного“ .»
4) «Если же какой-либо епископ или священник, утаив свою виновную совесть от своего духовного отца, восприимет святительство или священство, но потом будет обличен, такого отлучить от Божественной службы .»

## Правила що стосуються поведінки духовних осіб та мирян
Інший клас правил становлять ті, які стосуються поведінки духовних осіб і частково мирян. Деякі єпископи, не бажаючи підкорюватися великій церкві (тобто митрополичій) не приходили на Собори для нарад на яких обговорювалось утвердження православної віри і не піклування про свою духовну паству, а брали на себе мирські справи і ними виправдовували себе, іноді ж без вини віднімали від ігуменів і священиків їхні церкви. Ченці виходили зі своїх монастирів без волі і відпускної грамоти настоятелів, і ієромонахи священнодіяли поза монастирів без благословення святительського. Вдові священики світськи мали наложниць і продовжували священнодіяти, що було неприпустимим за канонічним правом. Священики, що підпадають під заборону від свого архієрея, відходили в інші єпархії і там отримували благословення та священнодіяли. Так само і миряни, які зазнали за будь-які духовні провини відлучення від своїх єпископів, йшли в інші єпископії. А деякі миряни, маючи у себе «Божественні правила», не хотіли слухатися своїх пастирів і тлумачили священний закон по-своєму. Проти цих негараздів Собор визначив:
1) «всем епископам без всякого прекословия, кроме великой какой-либо нужды, собираться на Соборы, а которые епископы ради мирских дел будут уклоняться от священных Соборов, презирать свою духовную паству и не иметь о ней попечения, таковые да будут безответны» (правило 14).
2) «От игуменов и священников не отнимать церквей без вины и без преступлений, указанных в их ставленой грамоте. Если же священник начнет свою церковь держать в небрежении, бесчинно, или церковные службы совершать не по уставу, или упиваться, у такого бесчинника отнять церковь и отлучить его на время. А если он не перестанет творить бесчиния, тогда епископу „соборне, с своим крылосом, с священноиноками и с попами“ (саме ці посади входили до складу духовного управління і суду при єпархіальних ієреях) запретить такому бесчиннику священнослужение» (правило 7).
3) «Монахам из своих монастырей без воли игуменской отнюдь не исходить и без отпустной грамоты от настоятеля нигде их не принимать, а священноиноки да не священствуют нигде без благословения святительского» (правило 12).
4) «Попам и диаконам, не имеющим своих жен, запрещается священствовать во всем пределе митрополии Киевской, и Галицкой, и всея Руси, как „и ныне Вселенская великая Константинопольская Церковь держит“, последуя правилам соборным и отеческим и законам царским. А если бы митрополит или кто-либо из епископов захотел нарушить это соборное определение и дозволил вдовым священникам священствовать, таковой сам да будет лишен своего сана, епископ — митрополитом, а митрополит — Собором всех епископов его области. Если же какие-либо миряне явятся непокорными этому правилу, они соборне да будут отлучены всеми епископами и, если не покаются, преданы проклятию» (правило 6). «Священников и мирян, подвергшихся неблагословению и отлучению от своего епископа, отнюдь не разрешать и не допускать до церковного общения в других епархиях без воли их епископа. Священника без отпустной грамоты от епископа в другой епархии не принимать» (правило 5). «Божественных правил (Кормчей) мирянам у себя не держать, а кто станет держать, да будет в церковном отлучении, пока не оставит их.» (правило 13).

## Ставлення світських осіб до Церкви
Останній клас правил стосується ставлення світських людей до Церкви і спрямований проти їх зловживань. Деякі православні князі і пани, користуючись у своїх маєтках правом подавання, тобто обрання та призначення священиків до парафіяльних церков, самі потім і віднімали ці церкви у священиків без відома єпархіального архієрея. Інші по недбалості довго залишали у своїх маєтках парафіяльні церкви без священиків. Ще деякі забирали у церков маєтки та інші церковні речі. Маючи беручи все це до уваги, святителі, які були присутні на Соборі, визначили:
1) «когда в имениях православных князей и панов, пользующихся правом подаванья, мы рукоположим к какой-либо церкви священника или благословим в ней петь прежде рукоположенного и подтвердим то нашею грамотою, то князья и паны не должны у этого священника отнимать церкви без нашего ведома святительского. Если священник в чем провинится, они должны объявить его вину нам своим писанием, и мы соборне ее рассмотрим, и если священник будет достоин отлучения, мы удалим его от церкви и отдадим ее другому нашим благословением. Если же князь или боярин самовольно отнимет у священника церковь без его вины и без ведома святительского, нам к той церкви священника не давать, пока не оказана будет справедливость прежнему» (правило 8).
2) «Если князь или боярин в своих имениях будет держать церковь в небрежении, без священника, три месяца, нам от себя послать к той церкви попа для хвалы Божией и блага христиан, живых и умерших» (правило 9). «Если по приказанию князя или пана какой-либо священник начнет священствовать в церкви без нашего благословения, то да будет он, по правилам, лишен своего сана» (правило 11). «Если князь или боярин отымет церковное имение или что-либо другое церковное, нам такого обослать нашим листом и благословением, чтобы церковное отдал церкви, а если имеет дело до церковного имения, то отыскивал бы его правом пред митрополитом. Если же нашего листа и благословения не послушает, на такого послать отлучение церковное. Если какие-либо сыны нашего смирения, в какой бы то ни было епархии, начнут противиться этому нашему законоположению, да будут от всех нас соборне отлучены» (правило 10).
15-е правило складає власне висновок соборного діяння і має наметі затвердження та забезпечення всіх постановлених Собором правил. «Если господарь или какие-либо вельможи и власти будут присылать к митрополиту или епископу, чтобы исполнить их волю и нарушить в чем-либо хотя одно из положенных нами соборне определений, то никому из нас на то не дерзать, а всем нам съехаться, на собственный счет, к митрополиту и бить челом господарю и непоколебимо стоять, чтобы закон нашей православной веры не был нарушен. Все это мы соборне, единоумно и единодушно положили, и записали, и утвердили нашими печатьми, чтобы все эти правила нам и по нас будущим митрополитам и епископам беречь и содержать ненарушимо. А если кто-либо из нас или будущие после нас церковные пастыри по своему нерадению или скупости захотят преступить эту заповедь, положенную и утвержденную нами, и за нее не пострадают, те да будут лишены своего сана» . Макарій стверджує що це є останнім правилом собору, проте в рукописному збірнику сер. XVI ст. був віднайдений текст постанови Віленського собору, де містяться ще дві статті: а) панахиди повинні служити в церквах кожну п'ятницю, а потім священики служать в своїх церквах, а хто порушить це правило, повинен сплатити копу грошей; б) приходські священики повинні були приходити в собор «на вихід» в суботу (на вечірню) і в неділю (до заутрєнє) і на канон Богородиці «Одігітрії» (під страхом штрафу в 12 грошей).